# Station Węża
Station Węża is een spoorwegstation in de Poolse plaats Węża.